# 高齢者円滑入居賃貸住宅
高齢者円滑入居賃貸住宅（こうれいしゃえんかつにゅうきょちんたいじゅうたく）は、かつて存在した日本における住宅登録制度。高円賃とも呼ばれる。
高齢者専用賃貸住宅も、この制度の中に含まれていた。2011年10月に制度が廃止され、後継として高齢者の居住の安定確保に関する法律によるサービス付き高齢者向け住宅の登録が開始された。

## 概要
高齢者が住宅を確保するにあたり、入居先の確保を容易にするために、高齢者の入居を拒まない賃貸住宅の情報を都道府県などに登録し、公開する制度である。2001年より登録が開始されている。高齢者専用賃貸住宅は、専ら高齢者を対象にする点が異なる。当初は基準も緩いものであったが、平成20年度に行政評価局より有料老人ホームも含めて、運営に関する指摘が行なわれたため、平成22年より居室面積等の登録基準が変更となり、提供サービス情報等も登録事項とされ、都道府県知事による報告徴収が可能にされた。
高齢者住宅の登録制度の整理により、高齢者専用賃貸住宅及び高齢者向け優良賃貸住宅も含めて、サービス付き高齢者向け住宅に一本化されることにより、高齢者円滑入居賃貸住宅は廃止された。